# カルロス・ブイトラゴ
カルロス・ブイトラゴ（Carlos Buitrago、1991年12月16日 - ）は、ニカラグアのプロボクサー。マナグア出身。
ローマン・ゴンサレスのチームに所属している。「チョコロンシート」(Chocorroncito) の愛称で親しまれている。

## 概要
アレクシス・アルゲリョが生前育てた最後の弟子でファン・パラシオスや、ゴンサレスからボクシングのイロハを学び強打や防御技術が成熟した。前進して来る相手にはアッパーを打ち込むなど、戦術にも長けている。

## 来歴
2008年6月20日、オスカル・ロペスとデビュー戦を行い、4回3-0（2者が38-37、39-36）の判定勝ちを収めデビュー戦を白星で飾った。
2008年8月23日、ホセ・カルバハルと対戦し、プロ初のKO勝ちとなる初回1分36秒TKO勝ちを収めた。
2008年12月13日、6ヵ月ぶりにオスカル・ロペスと対戦し、3回1分40秒TKO勝ちを収めた。
2009年6月6日、ホセ・マルティネスと対戦し、2回にマルティネスからダウンを奪ったもののKO勝ちには至らず6回3-0（3者とも60-53）の判定勝ちを収め連続KO勝ちは8でストップした。 
2009年12月19日、マナグアにあるエスタディオ・ナシオナルにて、エドガル・ヒメネスとWBO世界ミニマム級ユース王座決定戦を行った。4回にダウンを奪われあわやTKO負け寸前まで追い詰められるが7回に一気にラッシュをかけレフェリーストップを呼び込むTKO勝ち。逆転で王座獲得に成功した。
2010年6月18日、エディ・スニガと対戦、スニガをコントロールし3-0の大差判定勝ち。WBOユース王座初防衛、WBAフェデセントロ王座獲得に成功した。
2010年10月30日、エディ・カストロと対戦し、偶然のバッティングにより2回無効試合となり初防衛はお預けとなった。
2010年11月25日、ホルレ・エストラーダと対戦し、6回2分25秒TKO勝ちを収め初防衛に成功した。
2012年2月17日、WBO世界ミニマム級3位ガビエル・メンドーサとWBOラテンアメリカミニマム級王座決定戦で対戦し、3-0の大差判定勝ち。上位ランカーを完封し王座獲得に成功。ブイトラゴはこの勝利でWBO世界ミニマム級2位までランキングを上げた。
2013年7月20日、ユカタン州メリダにあるセントロ・デ・コンベンシオネス・ユカタン・シグロXXIで、WBO世界ミニマム級7位フリアン・イエドラスとWBO世界ミニマム級暫定王座決定戦で対戦し、終始試合をコントロールし続け、イエドラスの前身をアッパーで食い止めポイントを連取し3-0の大差判定勝ちで王座獲得に成功した。試合後、この試合はWBOから暫定王座決定戦とは認められず、ノンタイトル12回戦として扱われた。
2013年11月30日、ケソンのアラネタ・コロシアムでWBO世界ミニマム級王者メルリト・サビーリョと対戦し、12回1-1(115-113、113-115、114-114)の判定で引き分けた為、王座獲得に失敗した。
2014年10月1日、ブリーラム県のニュー・アイモバイル・スタジアムでヘッキー・ブドラーの正規王座認定に伴い空位となったWBA世界ミニマム級暫定王座決定戦でWBA世界ミニマム級6位のノックアウト・CPフレッシュマートと対戦。プロ初黒星となる12回0-3（3者とも113-115）の判定負けを喫しまたしても世界王座獲得に失敗した。
2015年3月21日、チアパス州タパチュラのパレンケ・デ・ラ・フェリア・メソアメリカーナで元IBF世界ミニマム級王者マリオ・ロドリゲスとNABA北米ミニマム級王座決定戦を行い、4回に2度ダウンを奪って優位に進めて10回3-0（96-93、96.5-93、95.5-93）の判定勝ちを収め王座獲得に成功した。
2016年2月3日、WBAはWBA世界ミニマム級暫定王者でWBA世界ミニマム級1位のノックアウト・CPフレッシュマートと再戦するよう指令を出した。
2016年2月4日、上述の再戦指令に基づきチョンブリー県の市役所内特設会場でWBA世界ミニマム級暫定王者でWBA世界ミニマム級1位のノックアウト・CPフレッシュマートと1年4ヵ月ぶりに再戦したが、12回0-3(2者が111-117、109-119)の判定負けを喫しまたも王座獲得に失敗した。
2017年12月7日、IBFは最新ランキングを発表し、ブイトラゴをIBF世界ミニマム級3位にランクインした。
2017年12月31日、東京都大田区の大田区総合体育館でIBF世界ミニマム級王者の京口紘人と対戦し、8回2分28秒TKO負けを喫しまたも王座獲得に失敗した。
2018年6月16日、サンファンのホセ・ミゲル・アグレロット・コロシアムにてWBO世界ライトフライ級王者のアンヘル・アコスタと対戦し、TKO負けを喫しまたも王座獲得に失敗した。
2020年10月30日、カリフォルニア州インディのファンタジー・スプリングス・リゾート・カジノにてWBO世界ライトフライ級王者のエルウィン・ソトと対戦し、判定勝負けを喫し王座の獲得に失敗した。
2021年8月14日、テキサス州フリスコにてWBO世界ミニマム級王者のウィルフレド・メンデスと対戦予定だったが、ブイトラゴが減量苦で脱水症状となり12日に試合中止となった。

## 戦績
- プロボクシング：57戦 40勝 (24KO) 15敗 1分 1無効試合

| 戦           | 日付           | 勝敗 | 時間     | 内容         | 対戦相手                               | 国籍           | 備考                                               |
| ------------ | -------------- | ---- | -------- | ------------ | -------------------------------------- | -------------- | -------------------------------------------------- |
| 1            | 2008年6月20日  | ☆    | 4R       | 判定 3-0     | オスカー・ロペス                       | ニカラグア     | プロデビュー戦                                     |
| 2            | 2008年7月12日  | ☆    | 4R       | 判定 3-0     | エルネスト・カスティージョ             | ニカラグア     |                                                    |
| 3            | 2008年8月23日  | ☆    | 1R 1:36  | TKO          | ホセ・カルバハル                       | ニカラグア     |                                                    |
| 4            | 2008年9月12日  | ☆    | 2R       | TKO          | レスター・ベリオス                     | ニカラグア     |                                                    |
| 5            | 2008年10月4日  | ☆    | 3R       | KO           | ジョバンニー・ナルバエス               | ニカラグア     |                                                    |
| 6            | 2008年11月1日  | ☆    | 1R 1:20  | TKO          | エルネスト・カスティージョ             | ニカラグア     |                                                    |
| 7            | 2008年11月28日 | ☆    | 1R       | KO           | ペドロ・ラモス                         | ニカラグア     |                                                    |
| 8            | 2008年12月13日 | ☆    | 3R 1:40  | TKO          | オスカー・ロペス                       | ニカラグア     |                                                    |
| 9            | 2009年2月13日  | ☆    | 1R 1:33  | KO           | ホセ・フルタド                         | ニカラグア     |                                                    |
| 10           | 2009年5月1日   | ☆    | 1R 1:45  | KO           | ホセ・カルバハル                       | ニカラグア     |                                                    |
| 11           | 2009年6月6日   | ☆    | 6R       | 判定 3-0     | ホセ・マルティネス                     | ニカラグア     |                                                    |
| 12           | 2009年8月15日  | ☆    | 6R 1:10  | KO           | ジョバニー・ラヨ                       | ニカラグア     |                                                    |
| 13           | 2009年12月19日 | ☆    | 7R 2:12  | TKO          | エドガー・ヒメネス                     | メキシコ       | WBO世界ミニマム級ユース王座決定戦                  |
| 14           | 2010年2月6日   | ☆    | 8R       | 判定 3-0     | ホセ・マルティネス                     | ニカラグア     |                                                    |
| 15           | 2010年4月30日  | ☆    | 3R 終了  | TKO          | エクトル・エリサベス                   | ニカラグア     |                                                    |
| 16           | 2010年6月18日  | ☆    | 9R       | 判定 3-0     | エディ・スニガ                         | コスタリカ     | WBA中央アメリカミニマム級王座決定戦 WBOユース防衛1 |
| 17           | 2010年10月30日 | －   | 2R       | NC           | エディ・カストロ                       | ニカラグア     | WBA中央アメリカ防衛1                               |
| 18           | 2010年11月25日 | ☆    | 6R 2:25  | TKO          | ホルレ・エストラーダ                   | コロンビア     | WBA中央アメリカ防衛2                               |
| 19           | 2011年5月6日   | ☆    | 2R 0:44  | TKO          | エディ・カストロ                       | ニカラグア     |                                                    |
| 20           | 2011年7月2日   | ☆    | 8R 1:58  | TKO          | ウィリアム・トラナ                     | ニカラグア     |                                                    |
| 21           | 2011年8月12日  | ☆    | 10R      | 判定 3-0     | フェリペ・リバス                       | メキシコ       |                                                    |
| 22           | 2011年12月9日  | ☆    | 10R      | 判定 3-0     | カルロス・メロ                         | パナマ         |                                                    |
| 23           | 2012年2月17日  | ☆    | 10R      | 判定 3-0     | ガブリエル・メンドーサ                 | コロンビア     | WBOラテンアメリカミニマム級王座決定戦              |
| 24           | 2012年5月26日  | ☆    | 5R 2:48  | TKO          | エディ・カストロ                       | ニカラグア     |                                                    |
| 25           | 2012年10月6日  | ☆    | 5R       | 負傷判定 3-0 | ホセ・アギラー                         | ニカラグア     |                                                    |
| 26           | 2013年5月3日   | ☆    | 1R 1:24  | TKO          | ヤダー・エスコバル                     | ニカラグア     |                                                    |
| 27           | 2013年5月25日  | ☆    | 8R       | 判定 3-0     | ホセ・アギラー                         | ニカラグア     |                                                    |
| 28           | 2013年7月20日  | ☆    | 12R      | 判定 3-0     | フリアン・イエドラス                   | メキシコ       |                                                    |
| 29           | 2013年11月30日 | △    | 12R      | 判定 1-1     | メルリト・サビーリョ                   | フィリピン     | WBO世界ミニマム級タイトルマッチ                    |
| 30           | 2014年10月1日  | ★    | 12R      | 判定 0-3     | ノックアウト・CPフレッシュマート       | タイ           | WBA世界ミニマム級暫定王座決定戦                    |
| 31           | 2015年3月21日  | ☆    | 10R      | 判定 3-0     | マリオ・ロドリゲス                     | メキシコ       | NABA北米ミニマム級王座決定戦                       |
| 32           | 2016年2月5日   | ★    | 12R      | 判定 0-3     | ノックアウト・CPフレッシュマート       | タイ           | WBA暫定・世界ミニマム級タイトルマッチ              |
| 33           | 2016年5月28日  | ☆    | 1R 1:56  | KO           | ロジャー・コラド                       | ニカラグア     |                                                    |
| 34           | 2016年10月15日 | ☆    | 8R       | 判定 3-0     | ホセ・メディナ・モラ                   | メキシコ       |                                                    |
| 35           | 2017年12月31日 | ★    | 8R 2:28  | TKO          | 京口紘人（ワタナベ）                   | 日本           | IBF世界ミニマム級タイトルマッチ                    |
| 36           | 2018年6月16日  | ★    | 12R 1:43 | TKO          | アンヘル・アコスタ                     | プエルトリコ   | WBO世界ライトフライ級タイトルマッチ                |
| 37           | 2019年2月2日   | ☆    | 6R       | 判定 3-0     | ギルマー・バウレス                     | パナマ         |                                                    |
| 38           | 2019年6月15日  | ★    | 10R      | 判定 0-3     | マックウィリアムズ・アローヨ           | プエルトリコ   | WBOラテンアメリカフライ級タイトルマッチ            |
| 39           | 2019年12月21日 | ☆    | 4R 0:52  | KO           | フェリックス・モンカダ                 | ニカラグア     |                                                    |
| 40           | 2020年10月30日 | ★    | 12R      | 判定 0-3     | エルウィン・ソト                       | メキシコ       | WBO世界ライトフライ級タイトルマッチ                |
| 41           | 2021年12月4日  | ★    | 7R 0:46  | TKO          | リカルド・ラファエル・サンドバル       | アメリカ合衆国 |                                                    |
| 42           | 2021年12月18日 | ☆    | 6R       | 判定 3-0     | ルイス・マルティネス                   | ニカラグア     |                                                    |
| 43           | 2022年5月14日  | ☆    | 1R 1:39  | KO           | ルイス・マルティネス                   | ニカラグア     |                                                    |
| 44           | 2022年6月17日  | ☆    | 3R 0:46  | KO           | エディ・カストロ                       | ニカラグア     |                                                    |
| 45           | 2022年8月19日  | ☆    | 8R       | 判定 2-1     | ホセ・マルティネス                     | プエルトリコ   |                                                    |
| 46           | 2022年11月19日 | ★    | 10R      | 判定 0-3     | ルイス・ビジャ・パディージャ           | メキシコ       |                                                    |
| 47           | 2023年4月1日   | ★    | 10R      | 判定 0-3     | フアン・カルロス・カマチョ             | プエルトリコ   | NABF北米スーパーフライ級王座決定戦                 |
| 48           | 2023年6月6日   | ☆    | 4R 2:05  | KO           | ネルソン・ルナ                         | ニカラグア     |                                                    |
| 49           | 2023年8月26日  | ★    | 10R      | 判定 0-3     | アンヘル・アコスタ                     | プエルトリコ   | WBOインターナショナルライトフライ級王座決定戦      |
| 50           | 2023年10月7日  | ★    | 10R      | 判定 1-2     | ノエル・レイジェス・セペダ             | ドミニカ共和国 | WBA中央アメリカスーパーバンタム級タイトルマッチ    |
| 51           | 2023年12月23日 | ☆    | 3R 終了  | TKO          | ネルソン・ルナ                         | ニカラグア     |                                                    |
| 52           | 2024年2月24日  | ★    | 10R      | 判定 1-2     | ヤイール・アラン・フランク・ベルデュゴ | メキシコ       |                                                    |
| 53           | 2024年3月30日  | ★    | 8R 終了  | TKO          | リカルド・ラファエル・サンドバル       | アメリカ合衆国 |                                                    |
| 54           | 2024年7月13日  | ★    | 3R 終了  | TKO          | クリスチャン・カート                   | アメリカ合衆国 |                                                    |
| テンプレート |                |      |          |              |                                        |                |                                                    |

## 獲得タイトル
- WBO世界ミニマム級ユース王座
- WBAフェデセントロミニマム級王座
- WBOラテンアメリカミニマム級王座
- NABA北米ミニマム級王座